# Hanpanhal, Sindhnur
Hanpanhal là một làng thuộc tehsil Sindhnur, huyện Raichur, bang Karnataka, Ấn Độ.